# 拉恩克魯西哈達 (委內瑞拉)
10°12′18″N 67°28′23″W / 10.20500°N 67.47306°W
拉恩克魯西哈達是委內瑞拉的城鎮，位於該國北部，由阿拉瓜州負責管轄，距離馬拉凱13公里，該城鎮處於交通方便的地點，海拔高度465米，2010年人口138,820。